# 圣普里瓦 (埃罗省)
圣普里瓦（法語：Saint-Privat，法語發音：[sɛ̃ pʁiva]）是法国埃罗省的一个市镇，位于该省北部，属于洛代沃区。

## 地理
圣普里瓦（43°45'17"N, 3°26'10"E）面积26.9 平方千米，位于法国奧克西塔尼大區埃罗省，该省份为法国南部沿海省份，南濒地中海，西南接奥德省，西北接塔恩省和阿韦龙省，东北与加尔省接壤。
与圣普里瓦接壤的市镇（或旧市镇、城区）包括：阿尔博拉、勒博斯克、福济耶尔、蒙佩鲁、圣埃蒂安德古尔加、圣让-德拉布拉基耶尔、圣皮埃尔德拉法日、圣萨蒂南德吕西扬、苏蒙、于斯克拉斯-迪博斯克、拉瓦克里和圣马丹德卡斯特里。

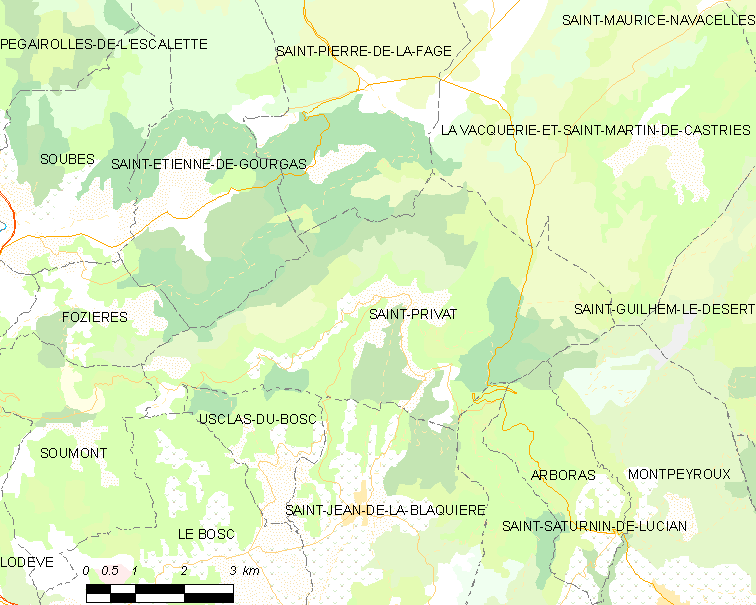
的OSM定位图

圣普里瓦的时区为UTC+01:00、UTC+02:00（夏令时）。

## 行政
圣普里瓦的邮政编码为34700，INSEE市镇编码为34286。

## 政治
圣普里瓦所属的省级选区为洛代沃县。

## 人口

1962-2008年间人口变化图示

圣普里瓦于2022年1月1日时的人口数量为453人。